# Цератостома Барнетта
Цератостома Барнетта (лат. Ceratostoma burnetti) — морской брюхоногий моллюск из семейства мурексов (Muricidae).
Обитает на глубинах до 10 м, главным образом на скалистых и каменистых грунтах. Хищник. Период размножения в мае, в ходе которого моллюск делает кладки, состоящие из высоких цилиндрических яйцевых капсул. Продолжительность жизни до 12—14 лет.

## Этимология названия
Родовое название Ceratostoma можно перевести как «рогорот» — все представители этого Тихоокеанского субтропического рода характеризуются более или менее крупными зубцами на нижней части наружной губы раковины. Видовое название дано в честь Гилберта Томаса Барнетта (1800—1835) — британского ботаника и зоолога.

## Ареал
Моллюск встречается у тихоокеанского побережья Японии, Кореи и юго-восточного Китая в Жёлтом море, южной и восточной частях Японского моря. В акватории России отмечен только в заливе Посьета, на территории которого ареал вида представлен несколькими бухтами, которые сейчас относятся к территории единственного в России морского заповедника.

## Описание
Высота раковины 60—100 мм, максимально — до 125 мм. Раковина моллюска крепкая и плотная, практически овальной формы с приподнятым завитком башенковидной формы. Раковина имеет 6—7 выпуклых закругленных оборота, разделенных слегка прижатым швом. Осевая скульптура представлена отвернутыми и сильно приподнятыми волнистыми лопастями. Спиральная скульптура состоит из закругленных выпуклых ребер. Устье с заросшим спереди сифональным выростом, а также с 2 несколько вогнутыми зубовидными выступами на нижней части наружной губы. Крышечка роговая. Окраска раковины преимущественно светло-коричневая, желтовато-серая, коричневатая или буроватая. Устье буровато-коричневое внутри, зубцы наружной губы почти белые. Форма раковины сильно варьирует. Встречаются раковины с очень широкими и относительно тонкими гребнями, а также экземпляры у которых гребень является утолщенным и коротким. У некоторых экземпляров этого моллюска волнообразно изогнутые бледные вариксы (утолщенные хребты на раковине некоторых брюхоногих моллюсков) контрастно выделяются на фоне коричневого завитка. У других — вариксы и завиток имеют однотонный коричневый цвет. Характерным признаком вида от других представителей рода является одинокий зубец на наружной губе, который заметно выступает за варикс. Процесс роста раковины дискретный.

## Биология
Моллюски обитают на мелководье: от нижнего горизонта литорали до глубин в 10 м. Предпочитают селиться на скалистых и каменистых грунтах. Температура в местах обитания вида колеблется от отрицательной (зимой) до 22—26 °С летом. Соленость — от 28 до 33 ‰. Моллюски являются хищниками, питаются двустворчатыми моллюсками. Период размножения у берегов Японии происходит в мае. В России спаривание, вероятно, происходит в июле — августе. Кладка образована удлиненными капсулами белого цвета размером 14 × 9,5 × 2,8 мм. В каждой капсуле содержится около 1000 яиц диаметром 0,3 мм.

## Охрана
Вид включён в Красную книгу России — 3 категория «редкий вид». Основным лимитирующим фактором является любительский лов. Вид охраняется в акватории Дальневосточного морского заповедника.